# بانک اسلامی تایلند
بانک اسلامی تایلند (تایلندی: ธนาคารอิสลาม) شرکت دولتی خدمات مالی و بانکداری تایلندی است، که در سال ۲۰۰۲ تأسیس شد.